# Цю Цзянь
Цю Цзянь  (кит.: 邱健, 25 червня 1975) — китайський стрілець, олімпійський чемпіон.

## Виступи на Олімпіадах
| Олімпіада  | Дисципліна                                     | Місце |
| ---------- | ---------------------------------------------- | ----- |
| Пекін 2008 | дрібнокаліберна гвинтівка, 50 м, три положення | 1     |
| Пекін 2008 | дрібнокаліберна гвинтівка, 50 м, лежачи        | 19    |